# Dorika bivittata
Dorika bivittata là một loài bướm đêm trong họ Noctuidae.